# 都筑郵便局
都筑郵便局（つづきゆうびんきょく）
- 神奈川県横浜市都筑区にある郵便局。本記事にて記述する。
- 静岡県浜松市浜名区にある郵便局。局番号は23145。

都筑郵便局（つづきゆうびんきょく）は、神奈川県横浜市都筑区の港北ニュータウンにある郵便局である。
民営化以前の分類では集配普通郵便局であった。

## 概要
住所：〒224-8799 神奈川県横浜市都筑区茅ケ崎中央33-1

### 併設施設
- ゆうちょ銀行都筑店（さいたま支店都筑出張所）：取扱店番号090670

## 沿革
- 2002年（平成14年）10月7日 - 都筑郵便局として、都筑区茅ケ崎中央に開局[1]。同日、青葉郵便局の郵便区（集配業務）のうち都筑区全域[2][3]を当局へ移管。
- 2007年（平成19年）10月1日 - 民営化に伴い、併設された郵便事業都筑支店、ゆうちょ銀行都筑店に一部業務を移管。
- 2012年（平成24年）10月1日 - 日本郵便株式会社発足に伴い、郵便事業都筑支店を都筑郵便局に統合。
- 2016年（平成28年）2月15日 - ゆうゆう窓口の24時間営業を廃止。

## 取扱内容

### 都筑郵便局
- 郵便、印紙、ゆうパック、内容証明
- 生命保険、バイク自賠責保険、自動車保険、がん保険、引受条件緩和型医療保険 - 平日18時まで営業
- 横浜市都筑区内全域（〒224-xxxx）の集配業務
- ゆうゆう窓口

### ゆうちょ銀行都筑店
- 貯金、貸付、為替、振替、振込、国際送金、外貨両替、国債、投資信託、変額年金保険
- ATM

## 周辺
- ゆうちょ銀行横浜貯金事務センター - 中区山下町から移転、当局に隣接して立地。
- 昭和大学横浜市北部病院 - ドラマ「救命病棟24時」第2シリーズの舞台『港北医科大学附属病院救命救急センター』のロケ地。
- 横浜市都筑区役所
- 都筑消防署
- 都筑警察署
- 港北 TOKYU S.C.
- みなきたウォーク

## アクセス
- 横浜市営地下鉄 センター南駅から徒歩約5分
- 東急バス 都筑郵便局停留所下車
- 第三京浜道路 都筑ICから西へ約3km
- 東名高速道路 横浜青葉ICから東へ約4km
- 駐車場あり：25台